# Gioacchino Di Marzo
Gioacchino Di Marzo (Palermo, 2 dicembre 1839 – Palermo, 4 aprile 1916) è stato un gesuita, bibliografo e storico dell'arte italiano.
Fu bibliotecario della Comunale di Palermo, storiografo, tra fondatori della moderna storia dell'arte siciliana.

## Biografia

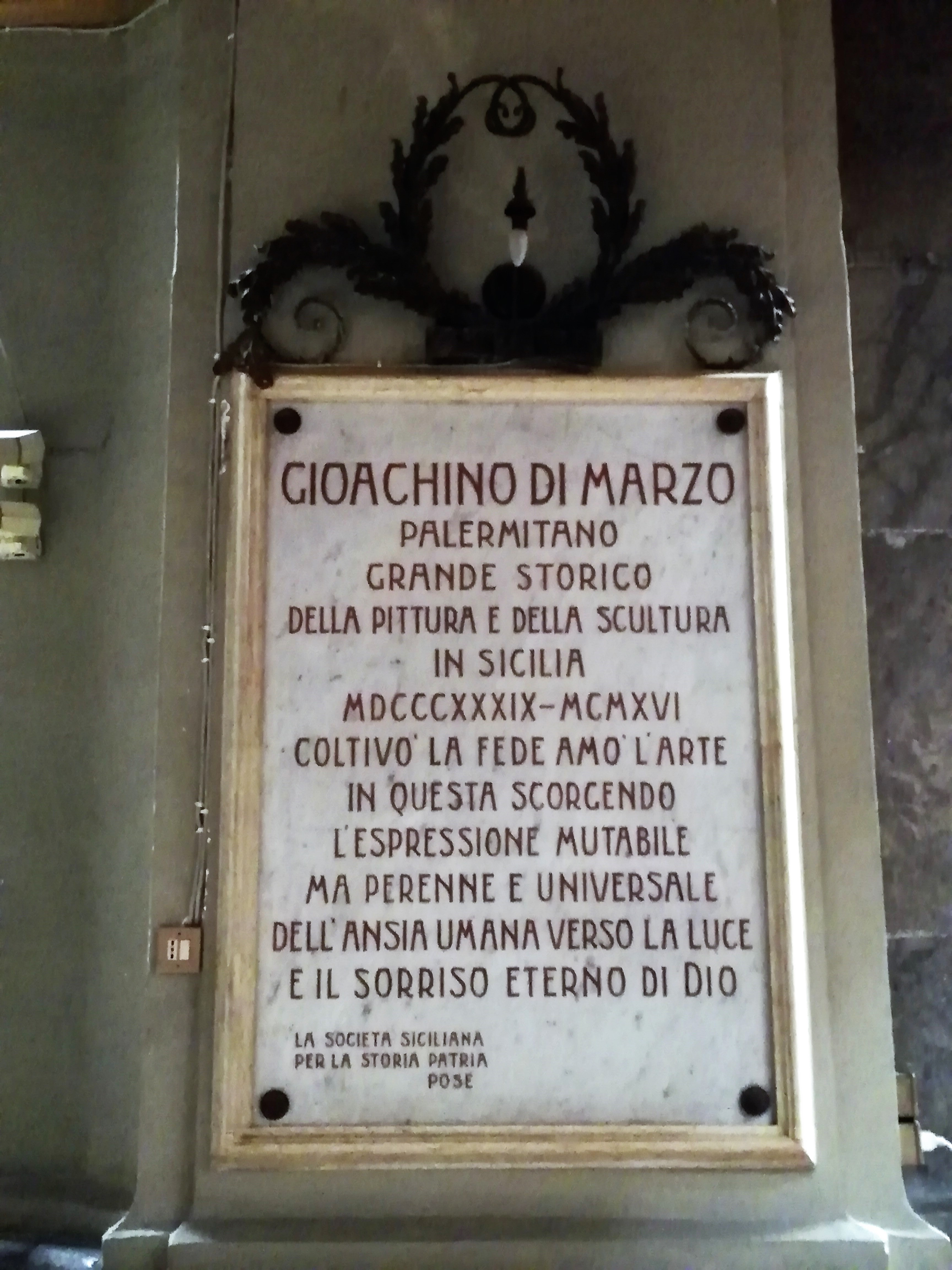
Targa commemorativa nella chiesa di San Domenico a Palermo

Nel 1851 entra a far parte del corpo dei Chierici. Fu Protonotario Apostolico, Ciantro e Cappellano Maggiore della Cappella Palatina.
Nel 1855 traduce e commenta il Lexicon topographicum di Vito Amico (Dizionario topografico della Sicilia, Palermo 1855; 2ª ediz. ibid. 1858, 2 voll.).
Dal 1858 al 1864 stampa a Palermo i quattro volumi Delle Belle Arti in Sicilia dai Normanni alla fine del sec. XVI, mettendo in discussione perfino le illustrazioni del Serradifalco e di Saverio Cavallari, le induzioni del Gravina, con vaste indagini documentarie ed ampie trattazioni sintetiche su argomenti di Storia dell'arte siciliana, medievale e moderna, smentendo scrittori come l'Avolio, Melchiorre Galeotti, il padre Marchesi, La Farina, Grosso-Cacopardo, Agostino Gallo.
Pochi anni dopo il suo ingresso nella Biblioteca Comunale di Palermo, pubblica due importanti codici, l'uno su La storia di Troia di anonimo siciliano del secolo XIV (1863), l'altro Delle origini e vicende di Palermo di Pietro Ranzano (1864), per cui Michele Amari, ministro della Pubblica istruzione, lo nominò socio della Real Commissione pei testi di lingua.
All'apice della carriera da direttore della Biblioteca Comunale, dopo averne tracciata la storia in un discorso, nel 1875, in occasione del primo centenario della sua istituzione, ha già pubblicato un catalogo ragionato dei manoscritti conservati, oltre alla stampa della Biblioteca Storica e Letteraria di Sicilia (1869-1886) in ventotto volumi, che fanno seguito a quelli del Caruso e del Gregorio, raccogliendo la vita pubblica e privata, intellettuale e morale della Sicilia e particolarmente della sua capitale, Palermo, dagli inizi del 1500 fino alla fine del 1700, tramite le notizie che ne danno diaristi e cronisti contemporanei, come Rocco Pirri, Filippo Paruta, Vincenzo Auria, il Mongitore, il Marchese di Villabianca.
È del 1868 la prima stesura delle Memorie storiche di Antonello Gagini e dei suoi figli e nipoti, scultori siciliani del secolo XVI, da cui più tardi deriverà I Gagini e la scultura in Sicilia nei secoli XV e XVI (1880-1883). In occasione di questi suoi studi, scoprì a Messina importanti documenti Antonelliani.
Fece parte di varie importanti Accademie scientifiche e letterarie, come la R. Accademia di Brera di Milano; membro della R. Commissione Araldica in Palermo. Il Ministero della Pubblica Istruzione lo chiamò a far parte del Consiglio Tecnico del R. Commissariato per le Antichità e Belle Arti in Sicilia e della Commissione per la Conservazione dei Monumenti della Provincia di Palermo.
Morì nel 1916, lo stesso anno di due altri grandi rappresentanti della cultura siciliana: Giuseppe Pitrè e Salvatore Salomone Marino.

## Opere
- Dizionario topografico della Sicilia, di Vito Amico; tradotto dal latino ed annotato da Gioacchino Di Marzo, Palermo, Tipografia di Pietro Morvillo, 1855-1856, 2 voll. vol. I, 1855;  online vol. I, 1858, IIª ed.
- Di un codice in volgare della storia di Troia di anonimo siciliano del secolo XIV, esistente nella Comunale di Palermo: saggio d'illustrazione, Palermo, stabilimento tipografico di Francesco Lao, 1863.
- Delle origini e vicende di Palermo, di Pietro Ranzano, e dell'entrata di re Alfonso in Napoli: scritture siciliane del secolo XV, pubblicate e illustrate su' codici della Comunale di Palermo, Palermo, Stamp. di G. Lorsnaider, 1864. Anche online
- Delle belle arti in Sicilia, Palermo, S. Di Marzo, 1858-1864, 3 voll. on line volume 1; online volume 2; on line volume 3;online volume 4
- Memorie storiche di Antonello Gagini e dei suoi figli e nipoti, scultori siciliani del secolo XVI, in «Archivio Storico Italiano», Palermo, III Serie, VIII, 1868, 2, pp. 39–109.
- Storia della rivoluzione di Sicilia nel 1820: tratta da documenti autentici, molti dei quali non più stampati, e preceduta da un discorso preliminare sulla rivoluzione del 1812 e sullo stato della Sicilia fino al 1820, scritta da Pietro Provenzano, con l'aggiunta di altre inedite scritture, Palermo, Uff. tip. P. Pensante, 1869.
- Biblioteca storica e letteraria di Sicilia, per cura di G. Di Marzo, Palermo, L. Pedone Lauriel, 1869-1886, 28 voll. Anche online: vol. III, 1869; vol. IV, 1869; vol. VIII, 1871; vol IX, 1871; vol. XI, 1873
- I manoscritti della Biblioteca comunale di Palermo, indicati e descritti dal can. Gaspare Rossi, [poi] indicati e descritti dall'ab. G. Di Marzo, Palermo, Stab. tip. Lao [poi Stab. tip. Virzì; Arti grafiche E. Castiglia], 1873-1934, 3 voll.
- Primo centenario della Biblioteca comunale di Palermo: addì 25 aprile 1875. Relazione, poesie, iscrizioni, Palermo, Tip. del Giornale di Sicilia, 1875.
- Storia di Sicilia, di Gio. Battista Caruso, pubblicata con la continuazione fino al presente secolo per cura di G. Di Marzo, Palermo, Stab. tip. Lao, 1875-1877.
- Drammatiche rappresentazioni in Sicilia e poesie di autori siciliani dal secolo XVI al XVIII, Palermo, L. Pedone Lauriel, 1876.
- I Gagini e la scultura in Sicilia nei secoli XV e XVI: memorie storiche e documenti, Palermo, Tip. del Giornale di Sicilia, 1880-1883. vol. I, 1880 (ma 1882); vol. II, 1883.
- La pittura in Palermo nel Rinascimento. Storia e Documenti , Palermo, Alberto Reber, 1899.
- Nuovi studi ed appunti su Antonello da Messina: con 25 documenti, Messina, Libreria editrice Ant. Trimarchi, 1905.
- Guglielmo Borremans di Anversa Pittore fiammingo in Sicilia, Palermo, 1912.
- Vincenzo da Pavia detto il Romano, pittore in Palermo nel CiBibliografia F. Pottino, Onoranze a mons. Gioacchino Di Marzo nel suo 80° giubileo sacerdotale, dicembre MCMXIII, Palermo 1914.F. Pottino. Monsignor Gioacchino Di Marzo. «Archivio storico siciliano», n.s., 41 (1916), p. 273-282.G. Fagioli Vercellone, D. M. G., in "Dizionario biografico degli Italiani", XL, Roma 1991, pp. 92–94. Anche on lineGioacchino Di Marzo e la critica d'arte nell'Ottocento in Italia, atti del Convegno, a cura di Simonetta La Barbera, 2004.nquecento: studi e documenti, Palermo, Scuola tip. Boccone del povero, 1916.